# Niklas Pettersson Beckius
Niklas Pettersson Beckius var skarprättare i Göteborg från 1807 till 1822. Han avrättade den 26 april 1820 Hans Gunnarsson från Lunnagården i Bjellum för mordet på sin piga.
Han var son till skräddaren Peter Beckius. Niklas Beckius var känd som en skicklig skarprättare och efterträddes av sonen Carl Gustaf Beckius.
I dagstidningen Götheborgska nyheter i november 1811 går det att läsa att ett guldörhänge samt annat smycke upphittats och kan hämtas av rätt ägare hos "mästerman Beckius".
Han beviljades i februari 1820 14 dagars permission från sitt arbete att "under denna tid i enskilda ärenden avgå till Inlands Fögderier och sedan hit (Göteborg) återvända".